# 厄瓜多尔羽衣草
厄瓜多尔羽衣草是蔷薇科羽衣草属下的一个物种，为厄瓜多尔特有植物。种加词意思是厄瓜多尔的。